# Lionel Wilberforce
Lionel Robert Wilberforce (Múnich, 18 de abril de 1861 – Londres, 1 de abril de 1944) fue un físico británico. Es mejor conocido por la invención del péndulo de Wilberforce, que exhibe un curioso movimiento en el que los períodos de oscilación puramente rotacional alternan gradualmente con períodos de oscilación puramente vertical.

## Vida
Lionel Robert Wilberforce nació en Múnich, Reino de Baviera, hijo de su madre Fanny Flash y de su padre Edward Wilberforce (1834-1914). Edward era nieto de William Wilberforce (1759-1833) a través de Robert Wilberforce (1802-1857). Fue educado en Inglaterra y se graduó en el Trinity College, Cambridge en 1884. Trabajó con J. J. Thomson en el Laboratorio Cavendish en Cambridge y fue nombrado conferenciante en 1900. En el mismo año se convirtió en profesor de física en el University College de Liverpool (posteriormente Universidad de Liverpool). Se retiró de este puesto en 1935.

## Trabajo
En 1896 publicó su trabajo sobre las vibraciones de un resorte espiral cargado, hoy conocido como péndulo de Wilberforce. La mayor parte del tiempo de Wilberforce en la Universidad de Cambridge y en la Universidad de Liverpool estuvo dedicado a la enseñanza.